# Purmonjoki
Der Purmonjoki (finn.) (schwedisch Purmo å) ist ein Fluss in den finnischen Landschaften Südösterbotten und Österbotten.
Der Fluss hat seinen Ursprung im See Purmojärvi. Er fließt von dort in nordwestlicher Richtung, passiert den Ort Kortesjärvi und nimmt später seinen wichtigsten Nebenfluss, den Norijoki, auf.
Nach 87 km trifft er etwa einen Kilometer südlich des Luodonjärvi und östlich von Jakobstad auf den Ähtävänjoki.
Der Purmonjoki entwässert ein Gebiet von 864 km².